# 光兴 (前赵)
光兴（310年七月-311年五月）是十六国时期前赵政权汉昭武帝刘聪的第一个年号，共计2年。
光兴二年六月改元嘉平元年。

## 纪年
| 光兴 | 元年  | 二年  |
| ---- | ----- | ----- |
| 公元 | 310年 | 311年 |
| 干支 | 庚午  | 辛未  |

## 参看
- 中国年号索引
- 其他时期使用的光兴年号
- 同期存在的其他政权年号
  - 永嘉（307年-313年四月）：西晋皇帝晋怀帝的年号
  - 晏平（306年六月-310年）：成汉政权李雄的年号
  - 玉衡（311年-334年）：成汉政权李雄的年号

| 前一年號： 河瑞 | 漢趙年号 光興 | 下一年號： 嘉平 |